# سد الصلب
سد الصلب (الفولاذ) هو نوع من السدود (هيكل لوقف أو إبطاء تدفق المياه) مصنوع من الصلب، بدلًا من حجارة البناء الأكثر شيوعًا، والأعمال الأرضية، والخرسانة، أو مواد بناء الأخشاب.
لم يبن سوى عدد قليل من هذا النوع من السدود. من بين الثلاثة الذين بنيوا في الولايات المتحدة، بقي اثنان، وهم: سد آشفورك-باينبريج الصلب، الذي بني عام 1898 في صحراء أريزونا لتزويد محركات القطارات بالمياه في سكة حديد أتشيسون، وتوبيكا، وسانتا في، وسد ريدريدج الصلب، الذي بني في شبه جزيرة ميشيغان العليا عام 1901، لتزويد الكسارات بالمياه، والثالث هو سد هاوسر ليك في مونتانا، انتهى العمل به عام 1907 وانهار عام 1908.
وجد أن السدود الفولاذية غير مجدية اقتصاديًا بعد الحرب العالمية الأولى، إذ ارتفعت أسعار الصلب عدة مرات مقارنة بأسعار الإسمنت، على الرغم من أنها تبدو متساوية مثل غيرها من مواد بناء السدود. فُضَلت إلى حد كبير في القرن الواحد والعشرين بسبب انخفاض إجمالي تكاليف العمالة في الموقع، وانخفاض تكاليف نقل المواد الجسيمة، وتوفر المزيد من وقت البناء في العام، والمرونة في خطة البناء التي تفي بالمتطلبات القانونية، وما إلى ذلك.

## مبادئ التشغيل
تستخدم سدود الصلب سلسلة من القواعد المغروسة داخل الأرض، والتي تسند دعامات، وتسند هذه الدعامات بدورها مجموعةً من العوارض السطحية، التي تسند بدورها صفائحَ معدنية تلامسها المياه. تميل الصفائح والعوارض بزاوية في اتجاه مجرى النهر، وذلك للسماح لجزء من وزن الماء بالتأثير بقوة على القواعد والدعامات، ما يثبتها في مكانها. لو كانت الصفائح عمودية، كما في سدود الإنضاب، سيكون كامل تأثير القوة أفقيًا، وستكون هناك حاجة إلى المزيد من الدعامات والقواعد الضخمة لمواجهة كل من هذا التأثير، والعزم المصاحب له.

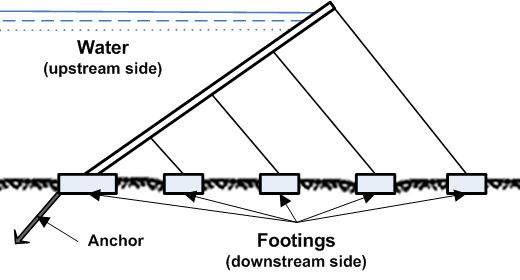
مقطع عرضي لسد فولاذي مع تدعيم مستقيم

### مدعم بشكل مستقيم
عند التدعيم بشكل مستقيم، كما في الشكل الموضح على اليسار، تكون جميع الدعامات متوازيةً، ما يعني أنه لا يوجد قوّة شد على صفيحة العوارض.

### قنوات تصريف المياه والأنابيب
قد تحتوي أو لا تحتوي السدود الفولاذية على قنوات لتصريف المياه، لم يكن لدى سد آشفورك-باينبريج واحدة، بل صمم للسماح للمياه بالتدفق مباشرة، بينما كان لدى سد ريدريدج قناة مائية وأنبوب لإمداد الكسارات في اتجاه التيار.

## المزايا والعيوب
يدعي مفضلوا سد الصلب أنه يملك عدة مزايا، منها:
- أفسحت تقنيات تصنيع الصلب -حتى في مطلع القرن التاسع عشر- المجال لعملية بناء أسرع مقارنة بحجارة البناء.
- يعتبر هيكله محددًا استاتيكيًا، ما يسمح بإجراء حسابات دقيقة للأحمال، وقوة العناصر المطلوبة.
- بما أن الصلب يملك مرونة أكبر من الخرسانة، فهو أكثر مقاومة للانهيار الكارثي بسبب تسوية الأرض.
- لا يؤثر الصقيع على الصلب بقدر ما يفعل بالخرسانة، وحجارة البناء.
- إمكانية معالجة التسريبات غير الكارثية عن طريق اللحام.

هناك أيضًا بعض العيوب المعروفة له:
- يعد بناء القواعد الجيدة مفتاحًا لنجاح السد، لأنها يجب أن تحمل وزنه، ويجب ألا تسوّى أكثر من اللازم، وتقاوم الحركة الأفقية.
- إن قوة السد على المدى البعيد غير معروفة. المثالان في الولايات المتحدة اللذان لم ينهارا حتى الآن، لا يتعرضان لحمل مائي كبير.
- خفة وزن الهيكل تعني أنه أكثر عرضة للتآكل بسبب الموجات المائية أكثر من السدود الضخمة.
- يحتاج إلى صيانة أكبر، ويجب معالجة الصدأ والتآكل أولًا بأول.
- يمكن أن تكون الضغوط مركزة إلى حد كبير، ما قد يتسبب في حدوث تشققات وانهيار فيما بعد.
- كما هو الحال مع السدود الأخرى، فإن هناك احتمالية للانهيار بسبب التقوَض (يعتقد أن هذا هو السبب وراء انهيار سد هاوسر ليك).